# Communauté rurale de Kéle Gueye
La communauté rurale de Kelle Gueye est une communauté rurale du Sénégal située au nord-ouest du pays. 
Elle fait partie de l'arrondissement de Mbédiène, du département de Louga et de la région de Louga.